# Pornografia amateur
La pornografia amateur és una categoria de pornografia que inclou models, actors o extres no professionals que actuen sense sou, o actors per als quals aquest material no és el seu únic treball de model remunerat. Al reality pornogràfic es fa pornografia que busca emular l'estil de la pornografia amateur. El porno amateur ha estat considerat com un dels gèneres de pornografia més rendibles i duradors.

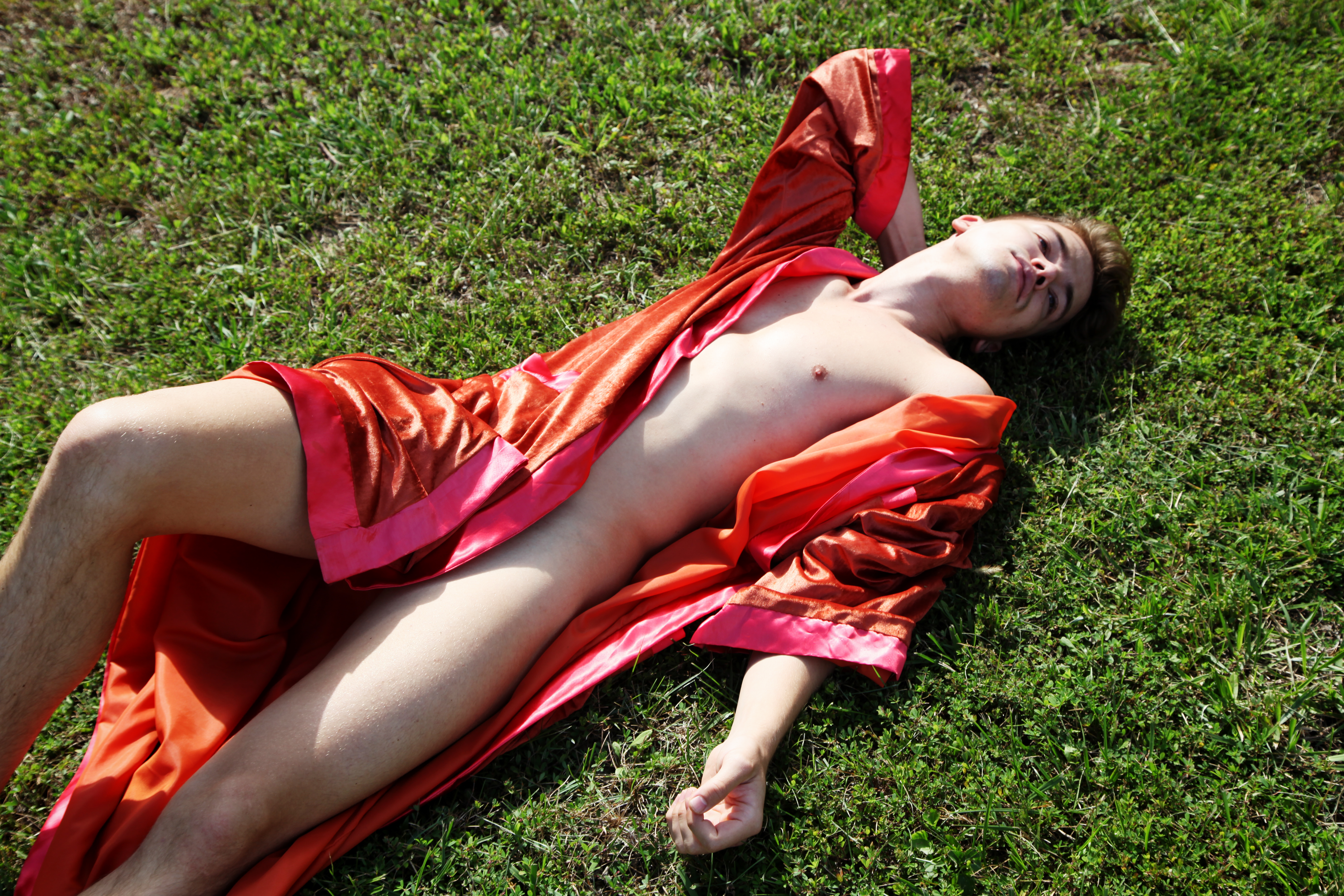
Exemple d'una imatge pornogràfica amateur

## Història

### Fotografia
La introducció de càmeres Polaroid el 1948 va permetre als aficionats autoproduir fotografies pornogràfiques immediatament i sense necessitat d'enviar-les a un processador de pel·lícules, que podria haver-les denunciat com a violacions de les lleis d'obscenitat. Un dels augments més significatius de la fotografia pornogràfica amateur va arribar amb l'arribada d'Internet, els escàners d'imatges, les càmeres digitals i, més recentment, els telèfon amb càmera. Això ha permès que la gent pugui fer fotos privades i després compartir-les gairebé a l'instant, sense necessitat d'una distribució costosa, i això ha donat lloc a una varietat i quantitat de material cada cop més gran. També s'ha argumentat que a l'era d'Internet s'ha tornat més acceptable socialment fer i veure porno amateur. A partir dels anys 90, les imatges pornogràfiques s'han compartit i intercanviat mitjançant serveis en línia com America Online (AOL). Llocs per compartir fotos com ara Flickr i xarxes socials com MySpace també s'han utilitzat per compartir fotografies pornogràfiques d'aficionats normalment nus, però també fotos hardcore. Un mètode més privat i fàcil de controlar per compartir fotos és a través de grups de Yahoo o Google que tenen accés restringit als membres del grup.

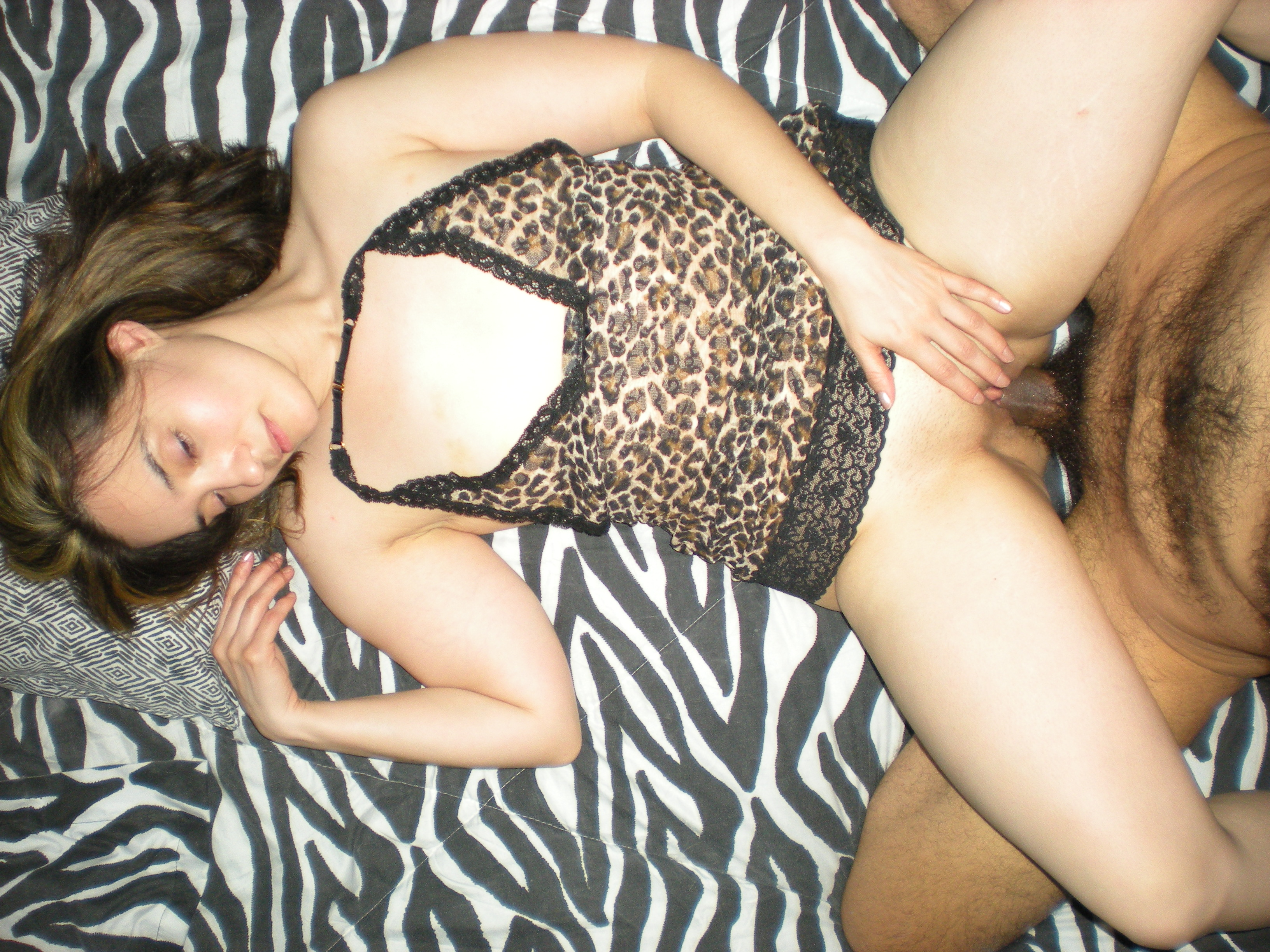
Pornografia amateur

En els darrers anys, el públic en general ha pres consciència dels perills potencials per als adolescents o nens, que potser desconeixen les conseqüències, utilitzant el seu telèfon amb càmera per fer vídeos i imatges que després es comparteixen entre els seus amics, com a sexting). Les imatges inicialment destinades a ser compartides entre parelles ara es poden difondre per tot el món. El resultat és ara una petita però creixent quantitat d'aficionats en línia. porno amb models menors d'edat, creats pels mateixos joves.

### Vídeos i pel·lícules casolanes
Abans de l'arribada de les cintes de càmeres de vídeo i VHS, les parelles havien de filmar-se amb pel·lícules de Super 8 que després s'havia d'enviar per al processament de pel·lícules. Això era costós i arriscat, ja que el laboratori de processament podria denunciar la pel·lícula a la policia en funció de les seves lleis locals.
La pornografia amateur va començar a augmentar ràpidament a la dècada de 1980, amb la revolució de les càmeres de vídeo, quan la gent va començar a gravar les seves vides sexuals i a veure els resultats a VCRs. Aquestes pel·lícules casolanes es van compartir inicialment de manera gratuïta, sovint sota el taulell de la botiga de vídeos local. Homegrown Video va ser la primera empresa a llançar i distribuir comercialment aquest tipus de vídeos per a adults aficionats. Fou creada el 1982, i la revista AVN va classificar Homegrown Video #1 entre els 50 títols per a adults més influents mai fets perquè va donar lloc a la creació del gènere de la pornografia amateur en el vídeo per a adults. Algunes persones que van enviar les seves cintes a Homegrown Video es va convertir en estrelles del porno professionals, com Stephanie Swift, Melissa Hill, Rayveness, i Meggan Mallone. El 1991, en resposta a la investigació de Boston Globe els propietaris de les botigues de vídeo van informar que entre el 20 i el 60% dels lloguers i vendes de vídeos eren de pel·lícules de vídeo domèstic amateur per a adults.
Un cas molt divulgat va ser el de Kathy Willets i el seu marit Jeffrey el 1991. Jeffrey era un xèrif adjunt al Comtat de Broward (Florida) que havia enregistrat les gestes sexuals de la seva dona "nimfòmana" amb fins a vuit homes al dia. Cobrava fins a 150 dòlars l'hora i també havia gravat algunes figures locals importants, de manera que els dos van ser arrestats i acusats de prostitució. Ellis Rubin va actuar com a advocat defensor i va sostenir que la nimfomania de Willets va ser causada per l'ús de Prozac. Al final, foren declarats culpables i tots dos van ser condemnats, tot i que Kathy ha fet carrera a la indústria del cinema per a adults.
El terme "realcore" s'ha utilitzat per descriure el porno amateur digital, que va sorgir a causa de la combinació de càmeres digitals barates i la World Wide Web a finals dels anys 90. El terme es refereix tant a com es fa pornografia, amb càmeres senzilles i un estil documental, com a com es distribueix, majoritàriament de manera gratuïta, a les comunitats web o grups de notícies d'Usenet. El terme va ser inventat per Sergio Messina, que el va utilitzar per primera vegada al Simposi Ars Electronica l'any 2000, i posteriorment va ser adoptat per diversos autors i experts. Messina ha escrit un llibre sobre el tema, titulat Realcore, the digital porno revolution.
El porno amateur també ha influït en l'auge del vídeo sexual de celebritats, amb estrelles com Scott Stapp, Kid Rock, Pamela Anderson, Paris Hilton, i Kim Kardashian. L'augment del porno amateur gratuit a "Servei d'allotjament de vídeo" ha permetia penjar pel·lícules casolanes a diversos llocs de tubs d'Internet, com ara Pornhub o XVideos. A causa de la popularitat de les xarxes socials, la gent també es pot connectar amb altres entusiastes del porno amateur per discutir i compartir la seva vida sexual en plataformes únicament amb aquest propòsit. Hi ha llocs amb una comunitat oberta o "tancada fins a la verificació" on la gent pot compartir lliurement les seves pròpies imatges o veure vídeos d'aficionats directament dels que els enregistren.

### Literatura: històries de sexe
Internet també ha afectat els autors aficionats que comparteixen les seves històries pornogràfiques. El text és molt més fàcil de difondre que les imatges i, per tant, des de principis dels anys noranta els aficionats van aportar històries a grups d'usenet com alt.sex.stories i també als repositoris en línia. Tot i que la majoria de llocs comercials cobren pel contingut d'imatge, el contingut de la història sol ser de franc i es finança amb anuncis emergents o bàners. L'enviament i la qualificació de la història depèn del registre com a usuari, però també sol ser gratuït. Els llocs d'exemple inclouen Literotica o True Dirty Stories.

### Pornografia de revenja
L'arribada de la pornografia amateur i autoproduïda ha donat lloc a demandes civils i a activitats delictives recentment identificades i definides. L'anomenat "porno de revenja" va guanyar consciència a finals dels anys 2000 a la premsa a través de les demandes inicials de les víctimes que tenien imatges i vídeos d'ells nus o en actes íntims publicats a Internet.

### Menors
Si el vídeo o les imatges en qüestió són de persones menors d'edat, inclòs el material creat pel subjecte (p. ex. selfies, etc.), la investigació de les forces de l'ordre pot donar lloc a càrrecs per pornografia infantil com ha succeït en casos relacionats amb sexting.

## Contingut en línia generat per l'usuari
Igual que la pornografia tradicional basada en revistes i VHS/DVD, la pornografia a internet ha estat durant molt de temps una empresa rendible. Tanmateix, amb l'augment de les empreses del Web 2.0 i la pornografia amateur, els llocs web basats en la plataforma YouTube de contingut generat per usuaris i compartició de vídeos s'han tornat molt populars. Al gener de 2008, una cerca de "porno" i "tube" va obtenir 8,3 milions de resultats a Yahoo i 8,5 milions a MSN. (A l'octubre de 2017 les cerques de "porno" i "tube" van retornar 23 milions de resultats a Google. Al març de 2017 les cerques de "porno" i "tube" van retornar 1420 milions resultats a Google.) Els llocs web de servei d'allotjament de vídeo "tube" inclouen pornografia amateur gratuïta carregada pels usuaris, i s'han convertit en els llocs web de pornografia més visitats d'Internet.
Com que el contingut d'aquests llocs web és totalment gratuït i d'una qualitat raonablement alta, i com que la majoria dels vídeos són de llarga durada en lloc de clips curts, aquests llocs web han reduït dràsticament els beneficis dels paysites pornogràfics, de les revistes tradicionals i de la pornografia basada en DVD. Els beneficis dels propietaris de llocs tube també es veuen comprimits en un mercat cada cop més concorregut, amb el nombre de llocs en constant creixement.